# 日本とドミニカ国の関係
日本とドミニカ国の関係（英語: Japan-Dominica relations）では、日本とドミニカ国の関係について概説する。

## 両国の比較
|             | ドミニカ国                    | 日本                           | 両国の差                     |
| ----------- | ----------------------------- | ------------------------------ | ---------------------------- |
| 人口        | 7万1808人（2019年）           | 1億2626万人（2019年）          | 日本はドミニカ国の約1758.3倍 |
| 国土面積    | 750 km²                       | 37万7972 km²                   | 日本はドミニカ国の約504倍    |
| 首都        | ロゾー                        | 東京都                         |                              |
| 最大都市    | ロゾー                        | 東京都区部                     |                              |
| 政体        | 共和制 大統領制               | （民主制）議院内閣制           |                              |
| 公用語      | 英語                          | 日本語（事実上）               |                              |
| 国教        | なし                          | なし                           |                              |
| GDP（名目） | 5億8240万ドル米ドル（2019年） | 5兆819億6954万米ドル（2019年） | 日本はドミニカ国の約8726倍   |
| 地図        |                               |                                |                              |

## 歴史
1978年11月3日ドミニカ国はイギリスから独立し、それと同時に日本は同国を承認。同年12月11日に外交関係が樹立した。1981年4月より日本大使館は在トリニダード・トバゴ日本国大使館が兼轄し、交流の深化に伴って2016年5月には初代在ロゾー名誉総領事にクールズ・ラティーグが任命された。ドミニカ国は駐日大使館未設置で、領事館も置かれていない。

## 現況

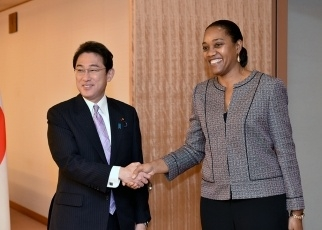
日・ドミニカ国外相会談。バロン（右）はカリコム担当大臣も兼ねる。（2015年10月）

地理的に離れており、また歴史的にも繋がりが浅い事もあって、日本との外交関係はさほど緊密ではない。ドミニカ国は、安定した親米、親英の外交路線を維持しつつ、カリブ共同体（CARICOM）、カリブ諸国連合（ACS）、東カリブ諸国機構（OECS）の加盟国として隣国との関係を重視。さらには2004年には台湾と断交し新たに中国と国交を結ぶなど、新興大国との関係も深めつつある。
両国間の要人往来としては、日本からは大臣級の訪問はない。一方で、ドミニカ国側は1990年11月の平成の即位の礼に際して当時ドミニカ国大統領であったクラレンス・セイノーレットが初訪日。それ以降は、1992年にドミニカ国初の女性首相であったユージェニア・チャールズが非公式に訪日した事を皮切りに、歴代首相が日本を訪問。それに伴ういくつかの会談・懇談を通じて、捕鯨問題を含む水産分野等における協力や安保理改革における協力関係が確認されている。

## 経済と開発援助

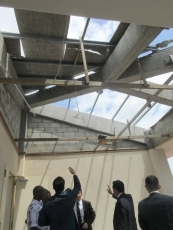
ハリケーン・マリアによって破壊された屋根

両国は経済援助でも結びつきを保っており、日本は2016年までにドミニカ国に対し累計80億円以上の援助を実施している。日本はフランスやアメリカ合衆国を凌いで、ドミニカ国にとって最大の開発援助国となっている。
独立以来、ドミニカ国はたびたび大型ハリケーンに襲われており、そのたびに日本はドミニカ国に緊急支援を実施している。1989年9月にはハリケーン・ヒューゴの襲来で日本はドミニカ国政府に対し、5万ドルの緊急無償資金協力を実施。1995年にはハリケーン・ルイスの襲来で、カリブ共同体を通じ被害を受けた隣国も合わせて総額15万ドルの緊急無償資金協力を実施。また2015年8月には、トロピカルストーム・エリカの襲来で日本はドミニカ政府に対し緊急援助物資や無償資金協力を供与している。
同じく2015年には日本からの主要な援助として、首都ロゾーおよびマリゴットの二か所の水産センターおよび漁港が日本の支援で整備され、機材の交換や技術提供も行われた。なお、これら施設は2017年にプエルトリコとドミニカ国を襲ったハリケーン・マリアによって屋根などが一部破壊されてしまったが、その修繕のため再び日本が援助を行っている。そのほか、ドミニカ国第二の都市ポーツマスにおける水産センターの整備、災害復興関連機材の提供、気候変動対策支援なども行われている。
貿易では、2018年のドミニカ国の対日輸出は7875億円であった一方、輸入は9億円とドミニカ国の大幅赤字である。主要な輸出品目は衣類や履物、そしてカカオ豆である。2018年、日本はドミニカ国から7トンのカカオを輸入した。一方、ドミニカ国が日本から輸入している主要な品は、自動車である。